# Championnat d'Europe de vitesse féminin (juniors)
Le Championnat d'Europe de vitesse individuelle féminin juniors est le championnat d'Europe de vitesse organisé annuellement par l'Union européenne de cyclisme pour les cyclistes âgées de 17 et 18 ans. Le championnat, organisé depuis 2001, a lieu dans le cadre des championnats d'Europe de cyclisme sur piste juniors et espoirs.

## Palmarès
| Année | Or                       | Argent                   | Bronze                   |
| ----- | ------------------------ | ------------------------ | ------------------------ |
| 2001  | Clara Sanchez            | Valentina Alessio        | Sharon Vandromme         |
| 2002  | Elisa Frisoni            | Sofiya Pryshchepa        | Ekaterina Merzlikina     |
| 2003  | Valeriya Velychko        | Ekaterina Merzlikina     | Émilie Jeannot           |
| 2004  | Magdalena Sara           | Annalisa Cucinotta       | Natalia Prokurorova      |
| 2005  | Lyubov Shulika           | Yulia Kosheleva          | Sandie Clair             |
| 2006  | Lyubov Shulika           | Virginie Cueff           | Anna Blyth               |
| 2007  | Kristina Vogel           | Viktoria Baranova        | Sabine Bretschneider     |
| 2008  | Viktoria Baranova        | Barbora Držková          | Jessica Varnish          |
| 2009  | Rebecca James            | Laurie Berthon           | Ekaterina Gnidenko       |
| 2010  | Ekaterina Gnidenko       | Victoria Williamson      | Stella Tomassini         |
| 2011  | Anastasiia Voinova       | Victoria Williamson      | Tamara Balabolina        |
| 2012  | Elis Ligtlee             | Daria Shmeleva           | Mar Manrique Villena     |
| 2013  | Mélissandre Pain         | Nicky Degrendele         | Doreen Heinze            |
| 2014  | Tatiana Kiseleva         | Emma Hinze               | Nicky Degrendele         |
| 2015  | Emma Hinze               | Pauline Grabosch         | Julita Jagodzińska       |
| 2016  | Mathilde Gros            | Hetty van de Wouw        | Sara Kankovska           |
| 2017  | Mathilde Gros            | Lea Friedrich            | Steffie Van Der Peet     |
| 2018  | Yana Tyshchenko          | Kseniia Andreeva         | Nikola Sibiak            |
| 2019  | Alessa-Catriona Pröpster | Emma Finucane            | Taky Marie-Divine Kouamé |
| 2020  | Alina Lysenko            | Taky Marie-Divine Kouamé | Elizaveta Bogomolova     |
| 2021  | Alina Lysenko            | Rhian Edmunds            | Iona Moir                |
| 2022  | Clara Schneider          | Stella Müller            | Julie Nicolaes           |
| 2023  | Karolina Keliukh         | Marie Louisa Drouode     | Georgette Rand           |
| 2024  | Georgette Rand           | Anastasia Kuniß          | Natalia Walecka          |
| 2025  | Emilia Waterstradt       | Zita Gheysens            | Iuliia Chertikhina       |